# 圣科姆昂韦赖
圣科姆昂韦赖（法語：Saint-Cosme-en-Vairais，法語發音：[sɛ̃ kom ɑ̃ vɛʁɛ]）是法国萨尔特省的一个市镇，属于马梅尔斯区。

## 地理
圣科姆昂韦赖（48°16'26"N, 0°27'36"E）面积32.63 平方千米，位于法国卢瓦尔河地区大区萨尔特省，该省份为法国西北部内陆省份，北起顺时针与奥恩省、厄尔-卢瓦省、卢瓦-谢尔省、安德尔-卢瓦尔省、曼恩-卢瓦尔省和马耶讷省接壤，是法国大西部的入口，连接卢瓦尔河谷、布列塔尼和巴黎盆地。
与圣科姆昂韦赖接壤的市镇（或旧市镇、城区）包括：圣菲尔让德索尔姆、圣皮埃尔德索尔姆、伊热、普夫赖、库尔西瓦勒、索努瓦地区蒙塞、诺韦、鲁佩鲁勒科凯。
圣科姆昂韦赖的时区为UTC+01:00、UTC+02:00（夏令时）。

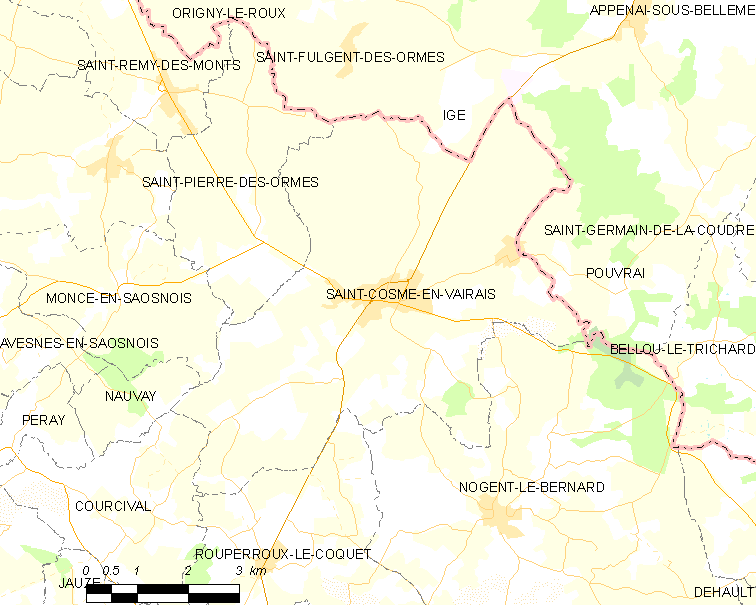
圣科姆昂韦赖的OSM定位图

## 行政
圣科姆昂韦赖的邮政编码为72110，INSEE市镇编码为72276。

## 政治
圣科姆昂韦赖所属的省级选区为马梅尔斯县。

## 人口

1962-2008年间圣科姆昂韦赖人口变化图示

圣科姆昂韦赖于2022年1月1日时的人口数量为1884人。